# Gasthuismuseum

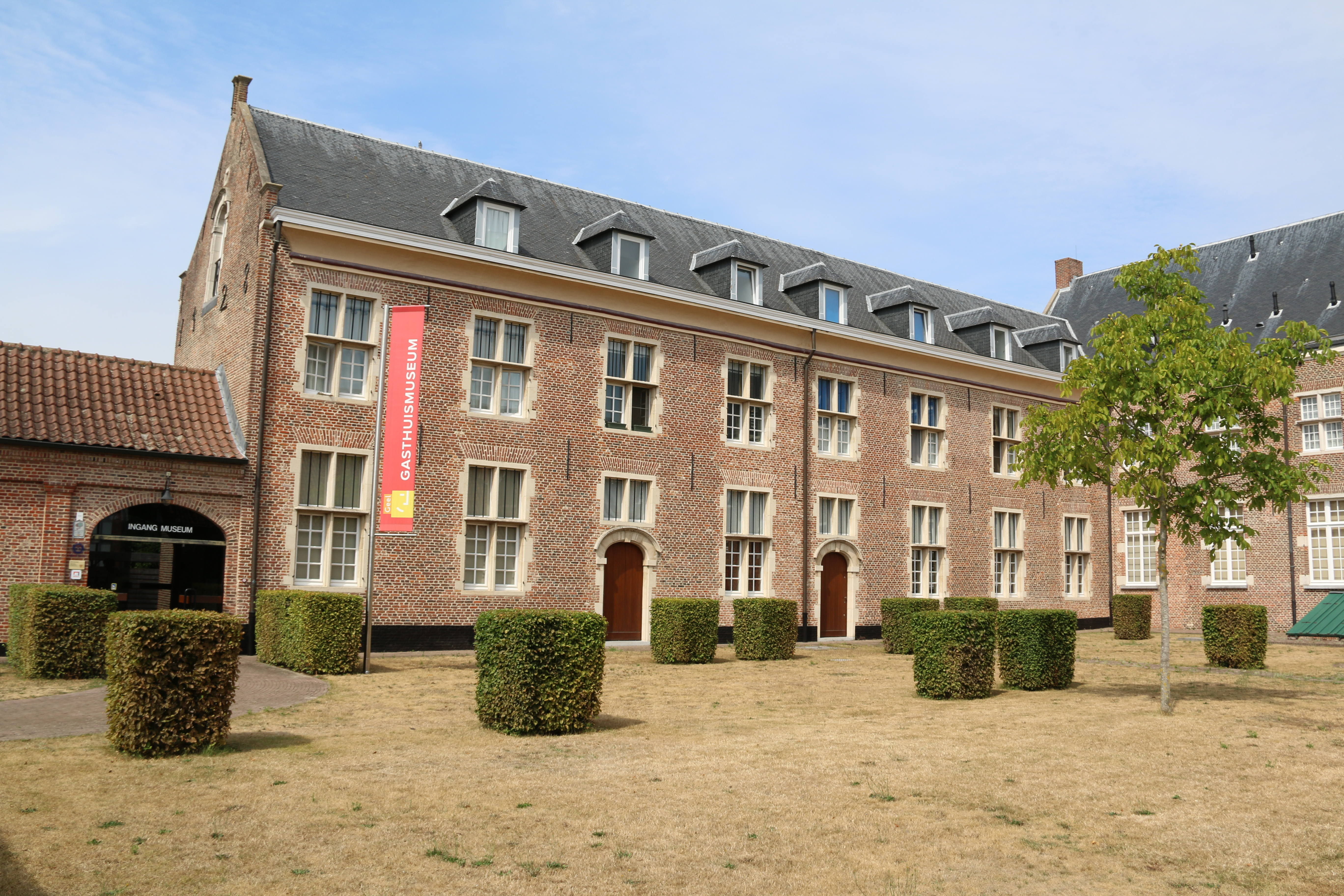
Gasthuismuseum Geel

Het Gasthuismuseum is een museum in het voormalig Gasthuis te Geel. Het bevindt zich in Geel-Centrum aan de Gasthuisstraat in de nabijheid van de Sint-Dimpnakerk.

## Geschiedenis
Het Oud Gasthuis werd kort voor 1286 gesticht door Hendrik III Berthout, heer van Geel. Het was een ziekenhuis dat naast de uit de plaats afkomstige zieken ook de pelgrims moest verzorgen die naar Sint-Dimpna waren getogen. Het lag naar verluidt op de plaats waar Dimpna door haar vader werd vermoord. Het was dus géén psychiatrisch ziekenhuis. De zieken werden verzorgd door lekenbroeders en -zusters.
In de loop der 15e eeuw groeiden er echter wantoestanden waarop omstreeks 1500 een aantal hervormingen werden doorgevoerd. Hierbij speelde Jan III van Merode een belangrijke rol. In Mechelen was reeds in 1509 de ziekenverzorging overgedragen aan de Gasthuiszusters Augustinessen. In 1552 kwamen drie van deze zusters naar Geel en aldus begon een nieuwe vorm van beheer.
De zusters herstelden de gebouwen en voegden nieuwe gebouwen aan het bestaande complex toe. In 1789 werd het ziekenhuis door de Fransen geseculariseerd tot burgerlijk gasthuis, maar de zusters mochten -bij gebrek aan ervaren krachten- hun werk blijven verrichten als hospitalières, ofwel burgerlijk personeel. De bezittingen werden overgedragen aan de Burgerlijke Gestichten van Liefdadigheid, die zich later hebben ontwikkeld tot Commissie voor Openbare Onderstand (COO).
Ook gedurende de 19e eeuw werden nog vele gebouwen bijgebouwd, maar in 1918 werd, naast het complex in de Billemontstraat, een volledig nieuw ziekenhuis gebouwd. Het maximale aantal zusters bedroeg 40, in het jaar 1940. Hierna nam het aantal zusters geleidelijk af.
Hoewel het Oud Gasthuis in 1938 als beschermd monument werd geklasseerd, wilde de COO het in de jaren 60 van de 20e eeuw alsnog slopen om de grond te verkopen. Dit werd verhinderd door de zusters die het Oud Gasthuis in 1971 opkochten en als museum inrichtten. Deze zusters waren in 1969 uit het Gasthuis vertrokken. Tot dan toe was de kapel een openbare gebedsruimte.

## Gebouwencomplex
Het oudste deel van het Oud Gasthuis wordt gevormd door de kapel (1476-1479). Hierin bevond zich tevens een ziekenzaal. In de 17e en 18e eeuw werd het complex uitgebreid met een kloostergebouw (1663), een schuur (1705), stallingen (1718), een ambachtsgebouw (1728) en commensalenkamers (1671 en 1754). In 1840 werd een tweede ziekenzaal gebouwd en in 1860 een derde, de Rode Zaal genaamd. Kapel en klooster omsluiten met enkele andere gebouwen een binnenruimte, terwijl een tweede binnenruimte door bedrijfsgebouwen wordt omsloten.

## Inventaris
In het Ambachtsgebouw bevinden zich de voorzieningen die in de materiële behoeften moesten voorzien: een slachterij, een wasserij, een keuken, een brouwerij en een bakkerij. Op de bovenverdieping bevonden zich slaapplaatsen voor bezoekers en later cellen voor de zusters. Tegenwoordig zijn er woningen. Alle ambachten zijn weer vertegenwoordigd, met uitzondering van de brouwerij die tot ontvangstruimte is ingericht. De moos was de spoelkeuken en karnplaats. 
Het Kloostergebouw bevatte de refter, de gastenkamer, de moederskamer (van de kloosteroverste) en de apotheek. Op de bovenverdieping lagen de slaapzalen van de zusters. Het stucwerk in de gang werd in 1777 aangebracht door de uit Tirol afkomstige Antoni Sangerli. In de refter bevindt zich stucwerk uit 1740 en een staande klok die afkomstig is van de Priorij Corsendonk. De kast stamt uit 1687.
De kapel is opgetrokken in eenvoudige Kempense baksteengotiek. Het heeft een rechthoekige plattegrond en een driezijdig gesloten koor. Het barokke torentje is uit 1707 en ontworpen door Peeter Janssens. De voorganger was in 1704 omvergewaaid. In 1628 werd een drieluik geplaatst dat op het hoofdluik de Hemelvaart van Maria voorstelt en geschilderd is door Matheus Berckmans. Het linkerzijluik stelt de dood van de Heilige Dimpna alsmede Sint-Augustinus voor. Het rechterzijluik de dood van Sint-Gerebernus en Sint-Elisabeth die de voeten van de armen wast. In 1905 werd de kapel hersteld in neogotische trant, waarbij het drieluik ontmanteld werd en het altaar vervangen. In 1967 werd een gebrandschilderd raam geplaatst.
De derde ziekenzaal is gewijd aan de heilige Dimpna en aan de verpleging van de psychiatrisch zieken, waarvoor Geel bekend is.

## Afbeeldingen

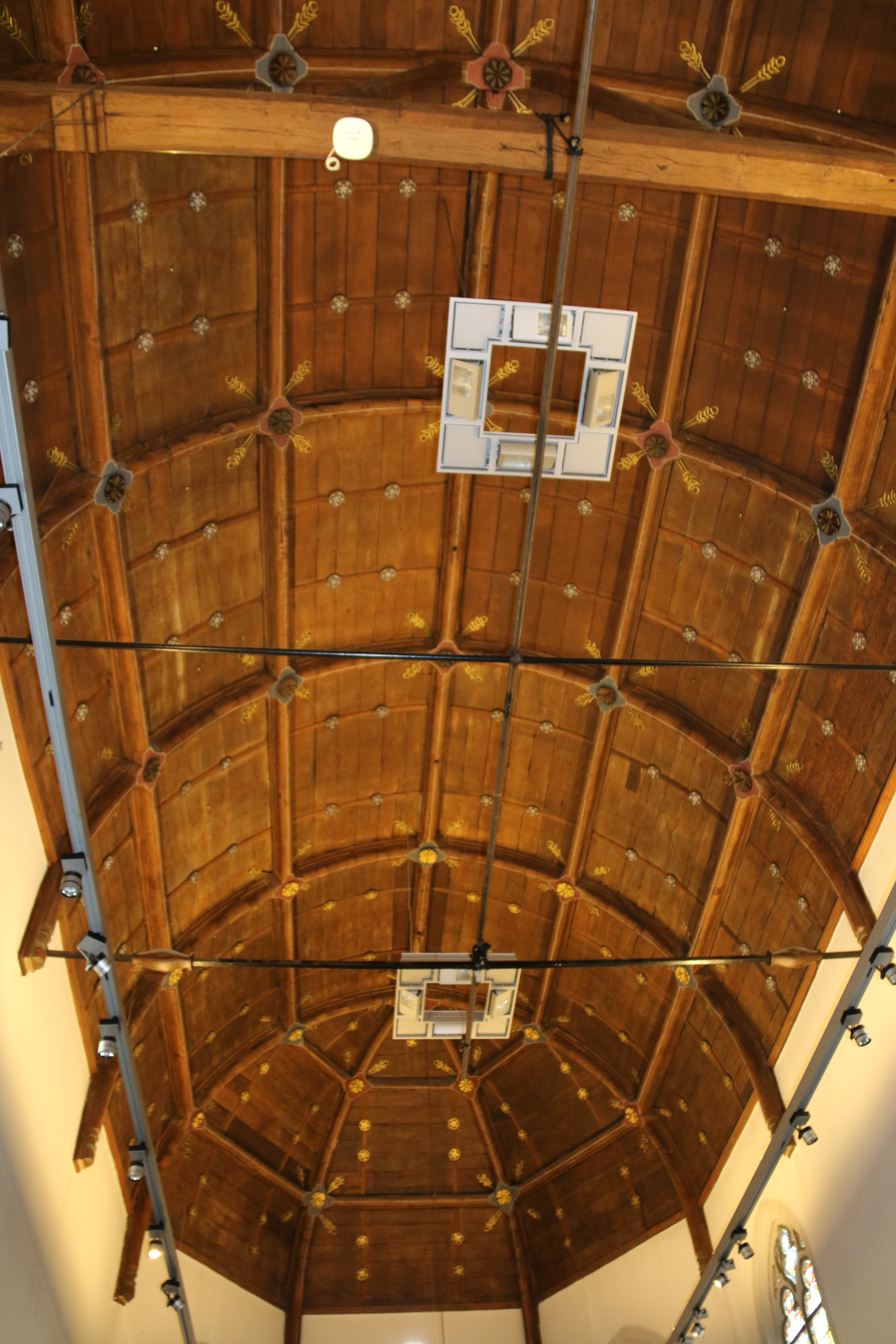
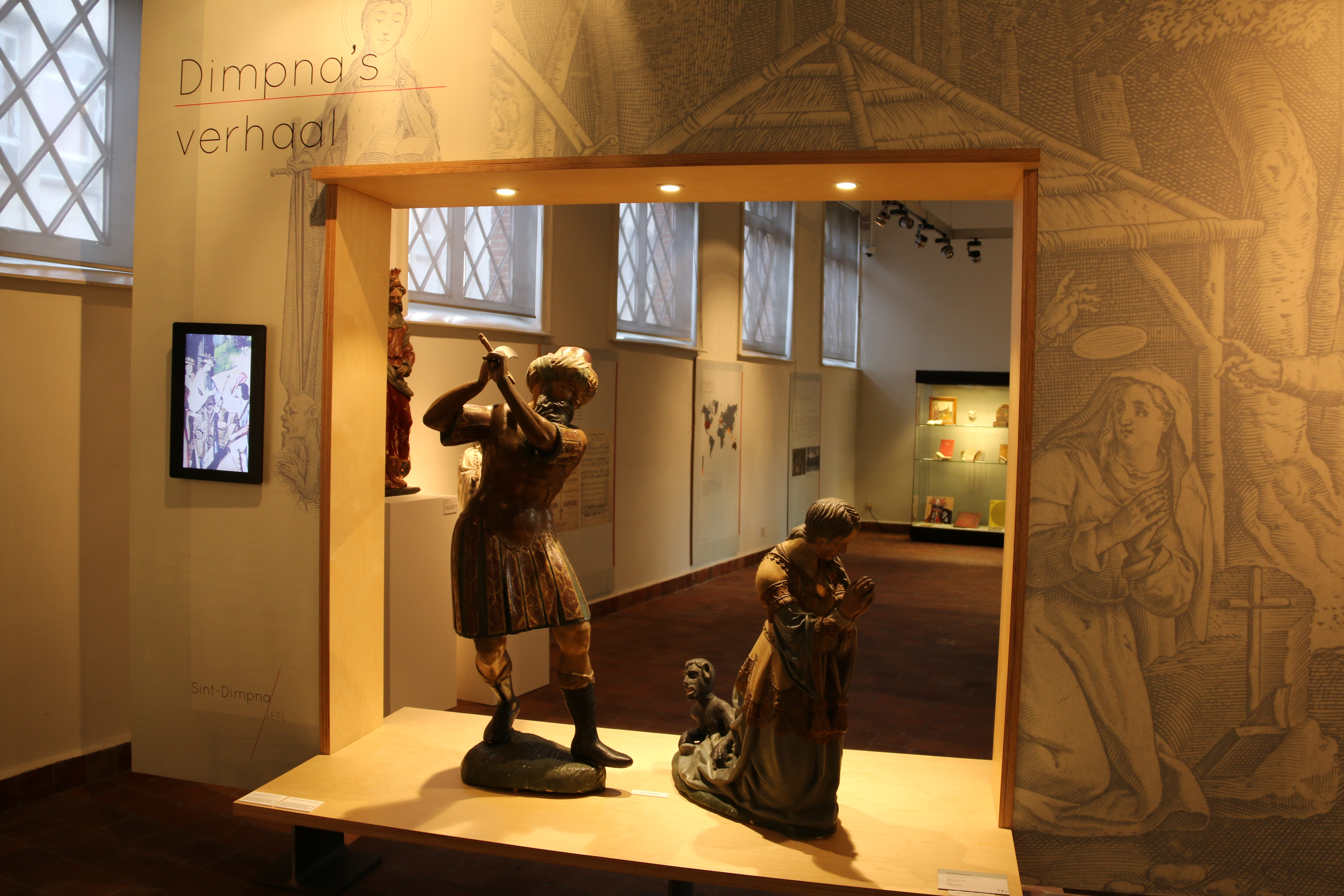
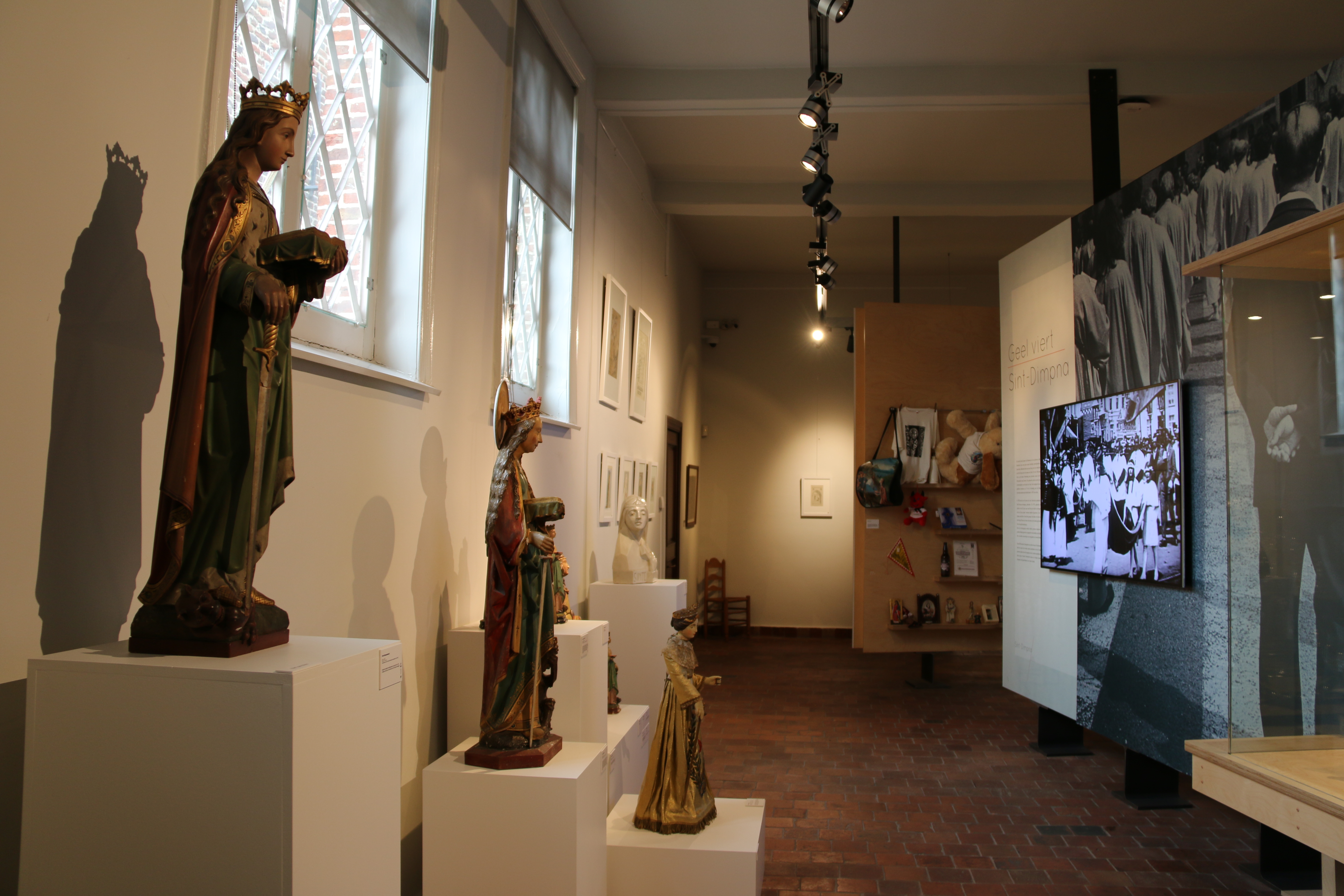
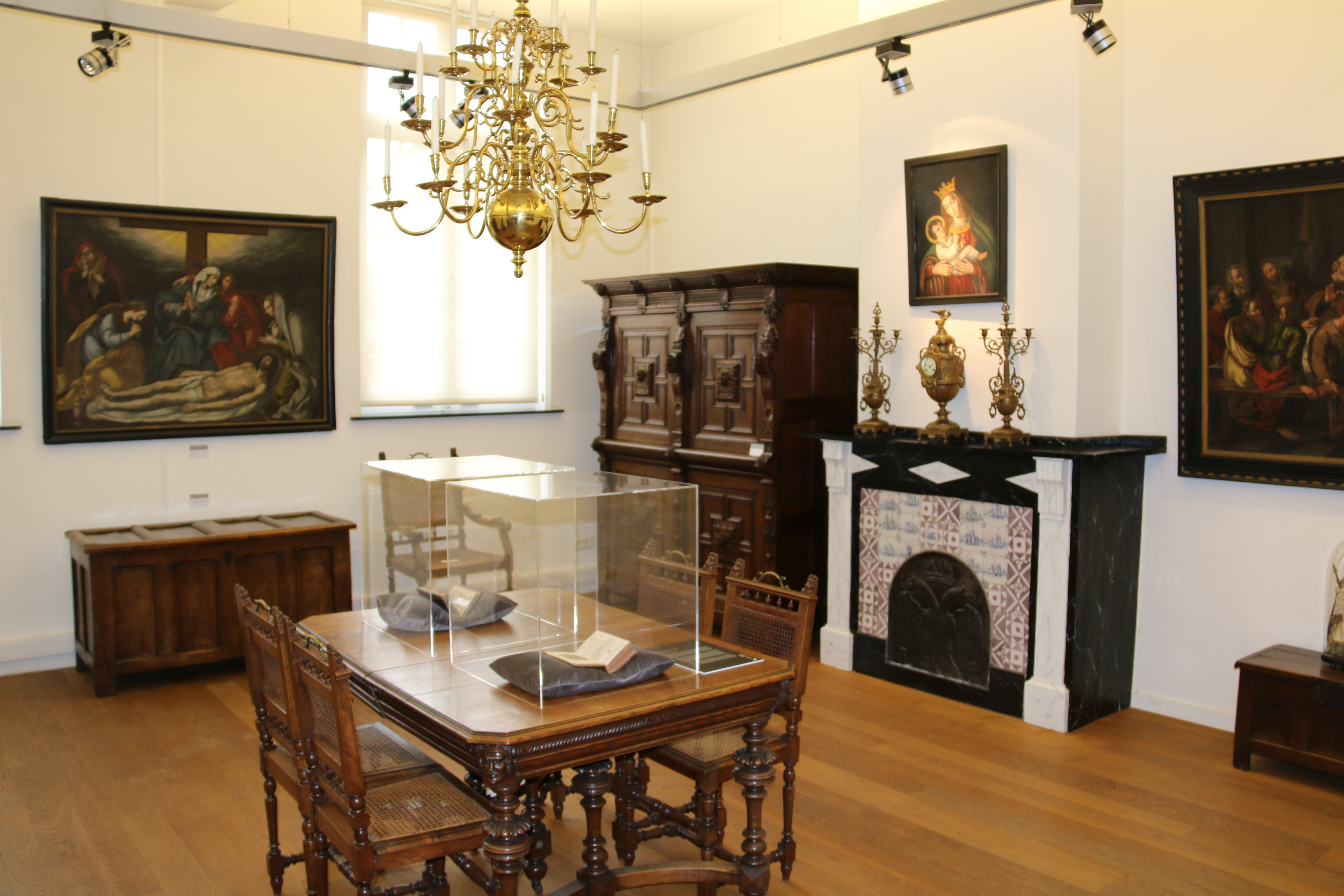